# Cầu mây tại Đại hội Thể thao Đông Nam Á 2013
Cầu mây tại Đại hội Thể thao Đông Nam Á năm 2013 được tổ chức từ ngày 11 đến 22 tháng 12 tại Wunna Theikdi Indoor Stadium, thành phố Naypyidaw, Myanmar. Chương trình thi đấu gồm có 10 nội dung trong đó 5 nội dung dành cho nam và 5 nội dung dành cho nữ.
Kết quả thi đấu chứng kiến Thái Lan tiếp tục khẳng định vị thế thống trị trong nhiều nội dung khi giành được 6 huy chương vàng, trong khi Myanmar, nước chủ nhà cũng giành được 4 huy chương, xếp thứ hai toàn đoàn.

## Tóm tắt kết quả

### Nam
| Nội dung    | Vàng | Bạc | Đồng |
| ----------- | --- | --- | --- |
| Đồng đội    | Thái Lan (THA) · Anuwat Chaichana · Thanawat Chumsena · Somporn Jaisinghol · Pornchai Kaokaew · Sittipong Khamchan · Supachai Maneenat · Suriyan Peachan · Siriwat Sakha · Sahachat Sakhoncharoen · Kritsana Tanakorn · Assadin Wongyota · Yupadee Pattarapong | Indonesia (INA) · Viktor Eka Prasetya · Samsul Hadi · Nofrisal · Saiyed Nur Adil · Hendra Pago · Yudi Purnomo · Saiful Rijal · Abrian Sihab Aldilatama · Husni Uba · | Myanmar (MYA) · Aung Ko Oo · Aung Myo Swe · Aung Pyah Tun · Kyaw Soe Win · Paing Moe Oo · Phone Khaing · Si Thu Lin · Thant Zin Oo · Wai Lin Aung · Yazar Tun · Zaw Latt · Zaw Zaw Aung |
| Đồng đội    | Thái Lan (THA) · Anuwat Chaichana · Thanawat Chumsena · Somporn Jaisinghol · Pornchai Kaokaew · Sittipong Khamchan · Supachai Maneenat · Suriyan Peachan · Siriwat Sakha · Sahachat Sakhoncharoen · Kritsana Tanakorn · Assadin Wongyota · Yupadee Pattarapong | Indonesia (INA) · Viktor Eka Prasetya · Samsul Hadi · Nofrisal · Saiyed Nur Adil · Hendra Pago · Yudi Purnomo · Saiful Rijal · Abrian Sihab Aldilatama · Husni Uba · | Malaysia (MAS) · Nazirul Akmal Abd Rahman · Noor Azman Abdul Hamid · Farhan Adam · Mohd Muqlis Borhan · Mohd Hanafiah Dolah · Muhammad Syahmi Husin · Norshahruddin Mad Ghani · Sahidan Md Ali · Mohamad Fazil Mohd Asri · Izurin Refin · Mohd Syazreenqamar Salehan · Mohd Kamal Alfiza Shafie |
| Regu        | Thái Lan (THA) · Thanawat Chumsena · Pornchai Kaokaew · Siriwat Sakha · Sahachat Sakhoncharoen · Yupadee Pattarapong | Malaysia (MAS) · Noor Azman Abdul Hamid · Mohd Muqlis Borhan · Mohd Hanafiah Dolah · Norshahruddin Mad Ghani · Izurin Refin                                          | Myanmar (MYA) · Aung Myo Swe · Aung Pyah Tun · Kyaw Soe Win · Thant Zin Oo · Yazar Tun |
| Regu        | Thái Lan (THA) · Thanawat Chumsena · Pornchai Kaokaew · Siriwat Sakha · Sahachat Sakhoncharoen · Yupadee Pattarapong | Malaysia (MAS) · Noor Azman Abdul Hamid · Mohd Muqlis Borhan · Mohd Hanafiah Dolah · Norshahruddin Mad Ghani · Izurin Refin                                          | Lào (LAO) · Alounsack Khounmuangsene · Chakkaphanh Kounlasouth · Vixay Phommavongsa · Davoy Sanavongxay · Noum Souvannadee |
| Đội đôi     | Myanmar (MYA) · Aung Ko Oo · Aung Myo Swe · Aung Pyah Tun · Kyaw Soe Win · Si Thu Lin · Thant Zin Oo · Wai Lin Aung · Zaw Latt · Zaw Zaw Aung | Indonesia (INA) · Viktor Eka Prasetya · Samsul Hadi · Nofrisal · Saiyed Nur Adil · Hendra Pago · Yudi Purnomo · Saiful Rijal · Abrian Sihab Aldilatama · Husni Uba   | Brunei (BRU) · Ismail Ang · Humaidi Brahim · Mohammad Shukri Jainen · Moh Hafizzuddin Jamaludin · Abdul Hadi Ariffin Matali · Marzuki Munap |
| Đội đôi     | Myanmar (MYA) · Aung Ko Oo · Aung Myo Swe · Aung Pyah Tun · Kyaw Soe Win · Si Thu Lin · Thant Zin Oo · Wai Lin Aung · Zaw Latt · Zaw Zaw Aung | Indonesia (INA) · Viktor Eka Prasetya · Samsul Hadi · Nofrisal · Saiyed Nur Adil · Hendra Pago · Yudi Purnomo · Saiful Rijal · Abrian Sihab Aldilatama · Husni Uba   | Campuchia (CAM) · Cheat Keamra · Cheat Khemrin · Chin Sovannarith · Heng Rawut · Nang Sopheap · Ream Sokphearom · Johnny Sopheak · Ly Treung · Narith Ung |
| Regu đôi    | Myanmar (MYA) · Si Thu Lin · Zaw Latt · Zaw Zaw Aung | Lào (LAO) · Chakkaphanh Kounlasouth · Davoy Sanavongxay · Noum Souvannadee                                                                                           | Philippines (PHI) · Emmanuel Escote · Jason Huerte · Rhey Jey Ortouste |
| Regu đôi    | Myanmar (MYA) · Si Thu Lin · Zaw Latt · Zaw Zaw Aung | Lào (LAO) · Chakkaphanh Kounlasouth · Davoy Sanavongxay · Noum Souvannadee                                                                                           | Indonesia (INA) · Samsul Hadi · Saiful Rijal · Husni Uba |
| Hoop Takraw | Thái Lan (THA) · Narachai Chumeungkusol · Wattana Jaiyen · Ekachai Masuk · Saharat Uonumpai · Chaiya Wattano · Thanaiwat Yoosuk | Myanmar (MYA) · Aung Hlaing Moe · Aung Kyaw Moe · Aung Zaw · Kyaw Zaya · Than Zaw Oo · Thein Zaw Min                                                                 | Brunei (BRU) · Ismail Ang · Humaidi Brahim · Mohammad Shukri Jainen · Moh Hafizzuddin Jamaludin · Abdul Hadi Ariffin Matali · Marzuki Munap |
| Hoop Takraw | Thái Lan (THA) · Narachai Chumeungkusol · Wattana Jaiyen · Ekachai Masuk · Saharat Uonumpai · Chaiya Wattano · Thanaiwat Yoosuk | Myanmar (MYA) · Aung Hlaing Moe · Aung Kyaw Moe · Aung Zaw · Kyaw Zaya · Than Zaw Oo · Thein Zaw Min                                                                 | Singapore (SIN) · Muhammad Farhan Bin Aman · Hassan Bin Aziz · Muhammad Magrib Bin Ibrahim · Muhammad Nurirwan Bin Mazlan · Muhammad Haffiz Bin Ramli · Muhammad A'fif Bin Safiee |

### Nữ
| Nội dung    | Vàng | Bạc | Đồng |
| ----------- | --- | --- | --- |
| Đồng đội    | Thái Lan (THA) · Nongnuch Inruengsorn · Wanwisa Jankaen · Thitima Mahakusol · Sudaporn Palang · Somruedee Pruepruk · Kaewjai Pumsawangkaew · Sunthari Rupsung · Thidarat Soda · Payom Srihongsa · Jongrak Srisamai · Rungtip Tanaking · Daranee Wongcharern | Myanmar (MYA) · Ei Thinzar · Kay Zin Htut · Khin Hnin Wai · Khin Nu Nu Phyoe · Kyu Kyu Thin · Mar Mar Win · Naing Naing Win · Nan Su Myat San · Nant Khin Lay Nge · Nant Yin Yin Myint · Nwe Nwe Htwe · Thinzar Soe Nyunt | Indonesia (INA) · Florensia Cristy · Mega Citra Kusuma Dewi · Nur Isni Chikita · Lena · Akyko Micheel · Dini Mita Sari · Eva Rahmawati · Rike Media Sari · Hasmawati Umar |
| Đồng đội    | Thái Lan (THA) · Nongnuch Inruengsorn · Wanwisa Jankaen · Thitima Mahakusol · Sudaporn Palang · Somruedee Pruepruk · Kaewjai Pumsawangkaew · Sunthari Rupsung · Thidarat Soda · Payom Srihongsa · Jongrak Srisamai · Rungtip Tanaking · Daranee Wongcharern | Myanmar (MYA) · Ei Thinzar · Kay Zin Htut · Khin Hnin Wai · Khin Nu Nu Phyoe · Kyu Kyu Thin · Mar Mar Win · Naing Naing Win · Nan Su Myat San · Nant Khin Lay Nge · Nant Yin Yin Myint · Nwe Nwe Htwe · Thinzar Soe Nyunt | Malaysia (MAS) · Nurrashidah Abdul Rashid · Noor Fairuz Azizan · Siti Norzubaidah Che Ab Wahab · Alice Harun · Rahilah Harun · Nor Farhana Ismail · Nur Liyana Ismail · Nurul Izzatul Hikmah Md Zulkif · Elly Syahira Rosli · Nur Azila Rosli · Asumalin Rattana Som Chok · Nor Azira Suhaimi |
| Regu        | Thái Lan (THA) · Wanwisa Jankaen · Sasiwimol Janthasit · Kaewjai Pumsawangkaew · Sunthari Rupsung · Payom Srihongsa | Myanmar (MYA) · Aye Aye Than · Ei Thinzar · Kay Zin Htut · Nwe Nwe Htwe · Su Myat Yin | Lào (LAO) · Khmpha Chaleunsy · Sonsavanh Keosoulya · Damdouane Lattanavongsa · Mely Matmanivong · Koy Xayavong |
| Regu        | Thái Lan (THA) · Wanwisa Jankaen · Sasiwimol Janthasit · Kaewjai Pumsawangkaew · Sunthari Rupsung · Payom Srihongsa | Myanmar (MYA) · Aye Aye Than · Ei Thinzar · Kay Zin Htut · Nwe Nwe Htwe · Su Myat Yin | Việt Nam (VIE) · Lê Thị Tâm · Nguyễn Bạch Vân · Nguyễn Hải Thảo · Trần Thị Thu Hằng · Trần Thị Thu Hoài |
| Đội đôi     | Thái Lan (THA) · Masaya Duangsri · Sasiwimol Janthasit · Chonticha Maneesri · Siripar Mason · Fueangfa Praphatsarang · Somruedee Pruepruk · Jariya Seesawad · Payom Srihongsa · Rungtip Tanaking                                                            | Myanmar (MYA) · Ei Thinzar · Kay Zin Htut · Khin Hnin Wai · Kyu Kyu Thin · May Zin Phyo · Nan Su Myat San · Nant Khin Lay Nge · Nant Yin Yin Myint · Phyu Phyu Than                                                       | Việt Nam (VIE) · Cao Thị Yến · Dương Thị Xuyến · Lê Thị Tâm · Lưu Thị Kim Thủy · Nguyễn Bạch Vân · Nguyễn Hải Thảo · Nguyễn Thái Linh · Nguyễn Thị Mơ · Nguyễn Thị Quyên |
| Đội đôi     | Thái Lan (THA) · Masaya Duangsri · Sasiwimol Janthasit · Chonticha Maneesri · Siripar Mason · Fueangfa Praphatsarang · Somruedee Pruepruk · Jariya Seesawad · Payom Srihongsa · Rungtip Tanaking                                                            | Myanmar (MYA) · Ei Thinzar · Kay Zin Htut · Khin Hnin Wai · Kyu Kyu Thin · May Zin Phyo · Nan Su Myat San · Nant Khin Lay Nge · Nant Yin Yin Myint · Phyu Phyu Than                                                       | Indonesia (INA) · Florensia Cristy · Mega Citra Kusuma Dewi · Nur Isni Chikita · Lena · Akyko Micheel · Dini Mita Sari · Eva Rahmawati · Rike Media Sari · Hasmawati Umar |
| Regu đôi    | Myanmar (MYA) · Khin Hnin Wai · Kyu Kyu Thin · Phyu Phyu Than | Việt Nam (VIE) · Lê Thị Tâm · Nguyễn Hải Thảo · Nguyễn Thị Quyên | Lào (LAO) · Sonsavanh Keosoulya · Mely Matmanivong · Koy Xayavong |
| Regu đôi    | Myanmar (MYA) · Khin Hnin Wai · Kyu Kyu Thin · Phyu Phyu Than | Việt Nam (VIE) · Lê Thị Tâm · Nguyễn Hải Thảo · Nguyễn Thị Quyên | Indonesia (INA) · Mega Citra Kusuma Dewi · Lena · Dini Mita Sari |
| Hoop Takraw | Myanmar (MYA) · Kyu Kyu Thin · May Zin Phyo · Naing Naing Win · Nwe Nwe Htwe · Phyu Phyu Than · Su Tin Zar Naing | Lào (LAO) · Philavanh Chanthsily · Silivanh Bounlai · Malathip Lacky · Vilaisouk Ladsamee · Samounty Noly · Phommachan Pathoumphone                                                                                       | Campuchia (CAM) · Soth Sreyleak · Chanboramey Nguon · Sopha Pich · Sopheap San · Sophorn San · Soksan Uk |

## Bảng huy chương
| Hạng                | Đoàn                | Vàng | Bạc | Đồng | Tổng số |
| ------------------- | ------------------- | ---- | --- | ---- | ------- |
| 1                   | Thái Lan            | 6    | 0   | 0    | 6       |
| 2                   | Myanmar             | 4    | 4   | 2    | 10      |
| 3                   | Indonesia           | 0    | 2   | 4    | 6       |
| 4                   | Lào                 | 0    | 2   | 3    | 5       |
| 5                   | Việt Nam            | 0    | 1   | 2    | 3       |
| 5                   | Malaysia            | 0    | 1   | 2    | 3       |
| 7                   | Campuchia           | 0    | 0   | 2    | 2       |
| 7                   | Brunei              | 0    | 0   | 2    | 2       |
| 9                   | Philippines         | 0    | 0   | 1    | 1       |
| 9                   | Singapore           | 0    | 0   | 1    | 1       |
| Tổng số (10 đơn vị) | Tổng số (10 đơn vị) | 10   | 10  | 19   | 39      |

## Kết quả chi tiết

### Nam

#### Đồng đội

##### Vòng sơ loại
| Hạng | Đội             | T | B | MF | MA | HS | Đ |
| ---- | --------------- | - | - | -- | -- | -- | - |
| 1    | Thái Lan (THA)  | 3 | 0 | 9  | 0  | 9  | 6 |
| 2    | Indonesia (INA) | 2 | 1 | 4  | 5  | -1 | 5 |
| 3    | Myanmar (MYA)   | 1 | 2 | 3  | 6  | -3 | 4 |
| 4    | Malaysia (MAS)  | 0 | 3 | 2  | 7  | -5 | 3 |

| Trận | Đội 1     | Kết quả             | Đội 2    |
| ---- | --------- | ------------------- | -------- |
| MT1  | Indonesia | 2:1 (2:0, 0:2, 2:0) | Myanmar  |
| MT2  | Malaysia  | 0:3 (1:2, 0:2, 1:2) | Thái Lan |
| MT3  | Malaysia  | 1:2 (1:2, 1:2, 2:0) | Myanmar  |
| MT4  | Indonesia | 0:3 (0:2, 0:2, 1:2) | Thái Lan |
| MT5  | Myanmar   | 0:3 (0:2, 0:2, 1:2) | Thái Lan |
| MT6  | Indonesia | 2:1 (2:1, 2:0, 0:2) | Malaysia |

#### Regu

##### Vòng sơ loại
| Ghi chú | Ghi chú                                     |
| ------- | ------------------------------------------- |
|         | Đội nhất bảng và nhì bảng lọt vào chung kết |

###### Bảng A
| Hạng | Đội             | T | B | MF | MA | HS | Đ |
| ---- | --------------- | - | - | -- | -- | -- | - |
| 1    | Malaysia (MAS)  | 2 | 0 | 4  | 0  | 4  | 4 |
| 2    | Lào (LAO)       | 1 | 1 | 2  | 2  | 0  | 3 |
| 3    | Campuchia (CAM) | 0 | 2 | 0  | 4  | -4 | 2 |

| Trận | Đội 1     | Kết quả            | Đội 2     |
| ---- | --------- | ------------------ | --------- |
| MR1  | Malaysia  | 2:0 (21:18, 21:19) | Lào       |
| MR3  | Campuchia | 0:2 (WO)           | Lào       |
| MR5  | Malaysia  | 2:0 (WO)           | Campuchia |

###### Bảng B
| Hạng | Đội            | T | B | MF | MA | HS | Đ |
| ---- | -------------- | - | - | -- | -- | -- | - |
| 1    | Thái Lan (THA) | 2 | 0 | 4  | 0  | 4  | 4 |
| 2    | Myanmar (MYA)  | 1 | 1 | 2  | 2  | 0  | 3 |
| 3    | Việt Nam (VIE) | 0 | 2 | 0  | 4  | -4 | 2 |

| Trận | Đội 1    | Kết quả           | Đội 2    |
| ---- | -------- | ----------------- | -------- |
| MR2  | Thái Lan | 2:0 (21:14, 21:8) | Myanmar  |
| MR4  | Việt Nam | 0:2 (8:21, 15:21) | Myanmar  |
| MR6  | Thái Lan | 2:0 (21:4, 21:13) | Việt Nam |

#### Hoop Takraw

##### Vòng sơ loại
| Ghi chú | Ghi chú                                     |
| ------- | ------------------------------------------- |
|         | Đội nhất bảng và nhì bảng lọt vào chung kết |

| Hạng | Đội             | Điểm |
| ---- | --------------- | ---- |
| 1    | Myanmar (MYA)   | 860  |
| 2    | Thái Lan (THA)  | 810  |
| 3    | Brunei (BRU)    | 420  |
| 4    | Singapore (SIN) | 280  |

Report

##### Chung kết
| Hạng | Đội            | Điểm |
| ---- | -------------- | ---- |
| 1    | Thái Lan (THA) | 830  |
| 2    | Myanmar (MYA)  | 650  |

Report

### Nữ

#### Hoop Takraw

##### Vòng sơ loại
| Ghi chú | Ghi chú                                     |
| ------- | ------------------------------------------- |
|         | Đội nhất bảng và nhì bảng lọt vào chung kết |

| Hạng | Đội             | Điểm |
| ---- | --------------- | ---- |
| 1    | Myanmar (MYA)   | 660  |
| 2    | Lào (LAO)       | 250  |
| 3    | Campuchia (CAM) | 160  |

Report

##### Chung kết
| Hạng | Đội           | Điểm |
| ---- | ------------- | ---- |
| 1    | Myanmar (MYA) | 760  |
| 2    | Lào (LAO)     | 300  |

Report